# 同前雅弘
同前 雅弘（どうぜん まさひろ、1936年8月1日 - 2024年12月14日）は、日本の経営者。大和証券社長を務めた。岡山県出身。

## 経歴
1959年に京都大学法学部を卒業し、同年に大和証券に入社。
1982年に株式部長に就任し、株式本部長、取締役、常務、専務などを経て、1989年6月に副社長に就任し、同年10月から1992年3月までに社長を務めた。1994年6月に副会長に就任したが、1997年9月には総会屋への利益供与疑惑をめぐる責任で辞任し顧問に退いた。
2024年12月14日午前7時46分、心不全のため死去。88歳没。